# Sínodo de Kalínikos
Igreja dos Verdadeiros Cristãos Ortodoxos da Grécia - Sínodo de Kallínikos (em grego: Ἐκκλησία Γνησίων Ὀρθοδόξων Χριστιανῶν Ελλάδος - σύνοδος Καλλίνικου) ou Sínodo de Kallínikos, também chamado de Sínodo de Lâmia, é uma jurisdição ortodoxa não canônica veterocaledarista de tradição grega, separada do Sínodo de Chrysóstomos em 1995 pelos metropolitas Kallínikos da Ftiótida e Eftimios de Salônica. O atual primaz  da igreja e presidente do sínodo é o arcebispo Makarios de Atenas e de toda a Grécia.

## História
O sínodo foi fundado em 1995 pelos arcebispos Kallínikos e Eftimios, que se separaram do sínodo de Chrysóstomos Kavurides, a maior união de veterocalendaristas gregos. A causa imediata da separação foram acusações de sodomia contra o metropolita Effimios. Quatro bispos juntaram-se aos hierarcas que se separaram. Em 1997, o metropolita de Paísios  Astoría, o bispo Vikentios e o regente de Pireu passaram para o Patriarcado de Constantinopla, onde foram reordenados. Em 1998, os metropolitanos de Quios, Stéphanos, e de Eubéia, Justinos, retornaram aos "crisóstomos". Em 2004, Kallínikos expressou o desejo de renunciar ao cargo de Presidente do Sínodo e continuar liderando apenas a Metrópole de Ftiótida-Faúmaquia. Seu sucessor no cargo de Presidente do Sínodo  foi o bispo de Petrão Makarios, que recebeu o título de arcebispo de Atenas e de toda a Grécia.
Em 28 de outubro de 2013 Christóphoros, o ex-Secretário do Sínodo, metropolita de Mesógéia e das Ilhas rompeu a comunhão com o Sínodo de Kallínikos, protestando contra o estabelecimento por este Sínodo de comunhão eucarística com a Santa Igreja Ortodoxa na América do Norte (também conhecida como "Sínodo de Boston"), após o que passou para uma posição acéfala. Em 21 de abril de 2019, o hierarca do "Sínodo de Boston", metropolita de Toronto Makarios, juntou-se a esta jurisdição, com um mosteiro feminino e a maior parte, embora pequena, da diocese canadense.

## Bispos
- Makarios, arcebispo de Atenas e de toda a Grécia
- Eftimios, metropolita de Salônica
- Pankratios, metropolita de Corinto
- Panteleimon, metropolita de Pireu
- Philaretos, metropolita de Galia
- Vissarion, metropolita de Sydney
- David, bispo de Petra
- Dorotheos, bispo de Rogon
- Iakov, bispo de Christoupolis
- Kalístratos, bispo de Androusa
- Makarios, bispo de Peristeri
- Sava, bispo de Cíclades
- Chrisóstomos, bispo de Lampousis